# Rascador

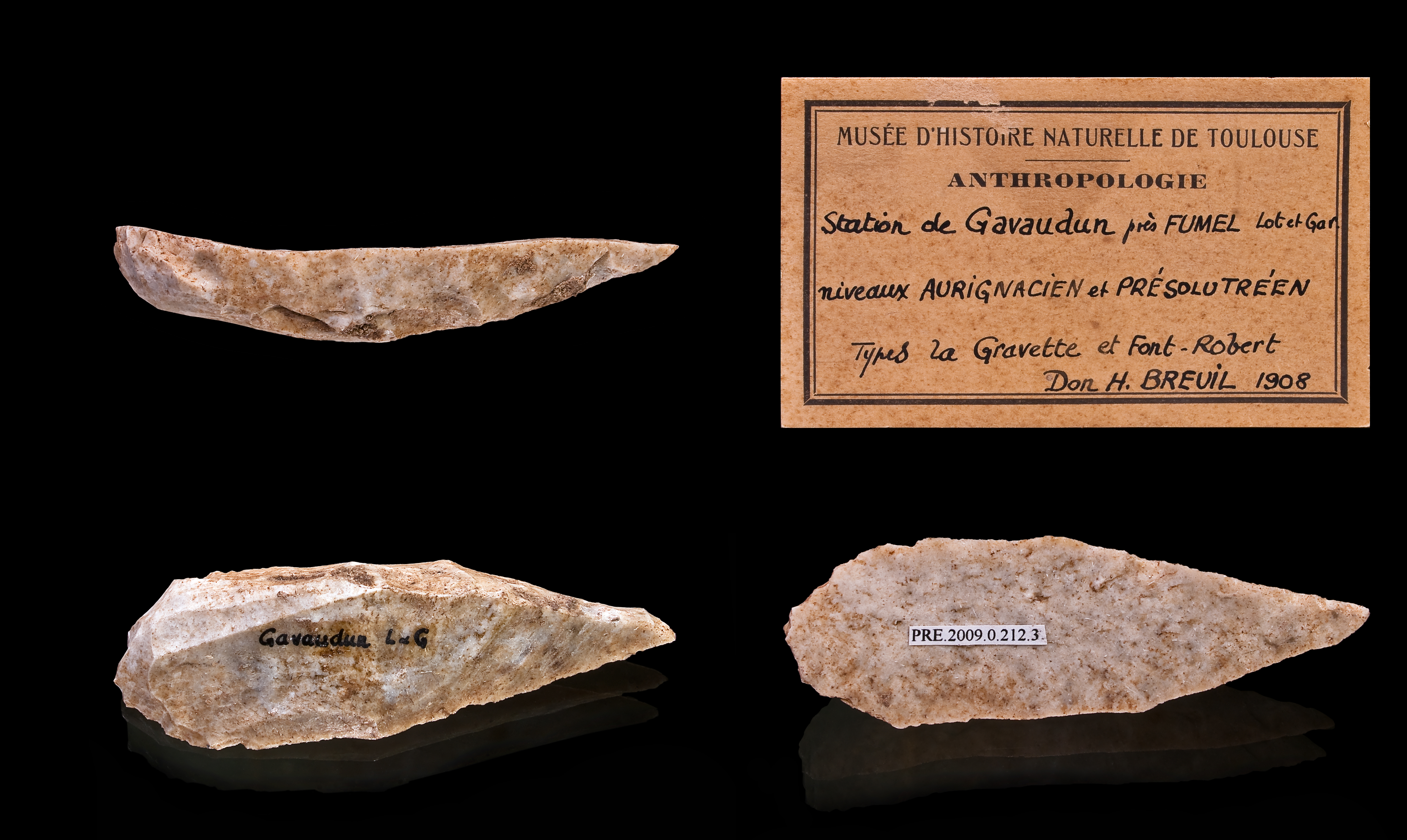
Rascador de l'Aurinyacià, Museu de Tolosa

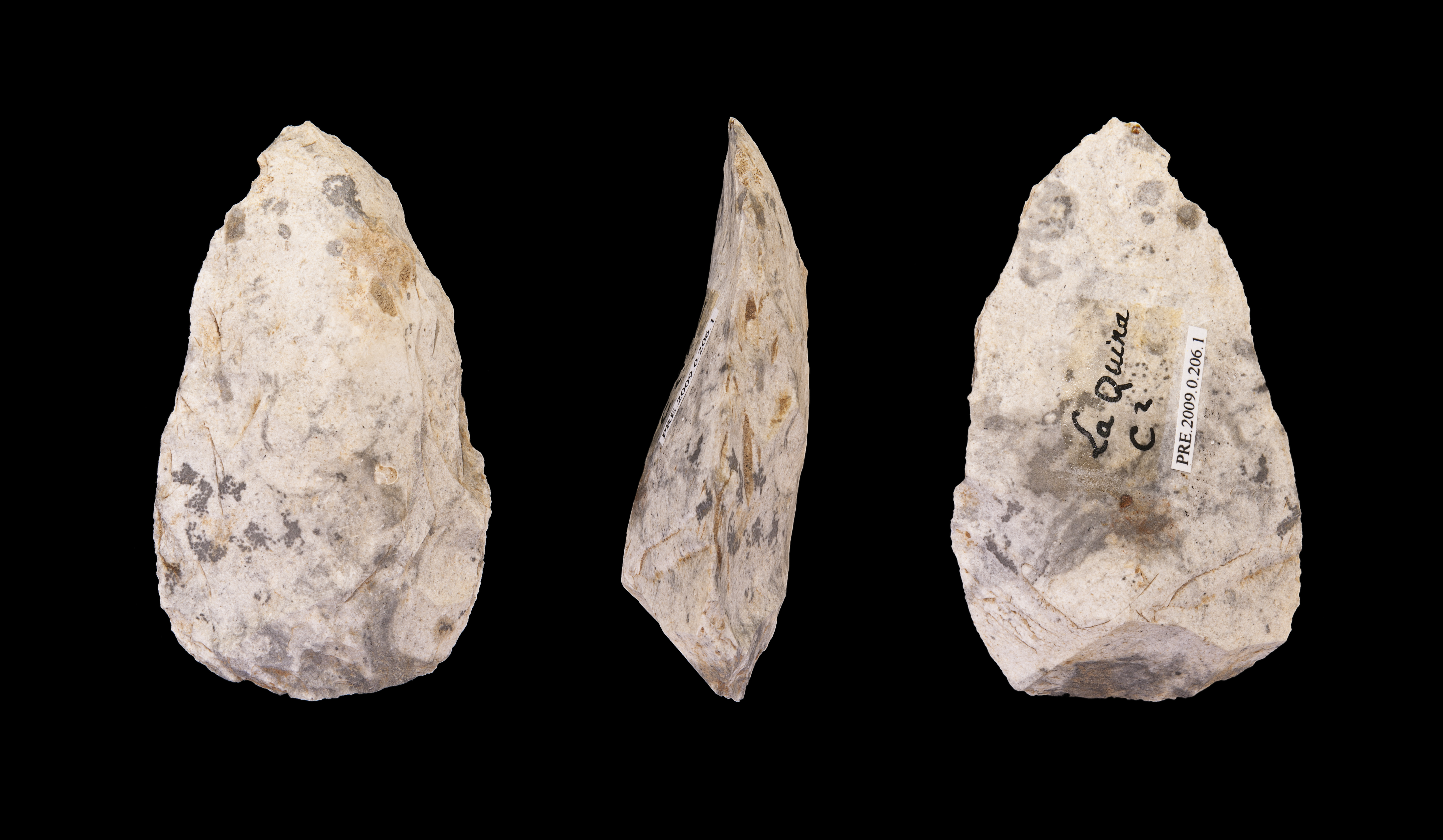
Rascador del Mosterià

Un rascador, en arqueologia prehistòrica, és una eina de pedra tallada obtinguda retocant una fulla o un esclat.
En arqueologia del Paleolític és un estri de pedra fabricat a partir d'una ascla que tant pot servir per a rascar com per a tallar. Apareixen durant el Paleolític inferior i són particularment freqüents tot al llarg del Paleolític superior, però n'hi ha igualment a les indústries anteriors, sobretot al Mosterià.
Per a fabricar una rascadora es procedia al retoc d'una ascla amb una o diverses de les vores treballades amb un tipus de retoc superficial en forma d'escames regulars i contínues que formen un front de tall uniforme que permetia de tallar o rascar; generalment servien al treball de les matèries flexibles animals.
Tipològicament, un rascador es caracteritza per un front convex condicionat per retoc directe en part distal d'un esclat o d'una làmina lítica.